# Pi Mensae
Pi Mensae (π Mensae, HD 39091) é uma estrela na constelação de Mensa. Tem uma magnitude aparente visual de 5,67, sendo visível a olho nu em locais com pouca poluição luminosa. É uma estrela relativamente próxima do Sol, com uma paralaxe anual de 54,71 milissegundos de arco, o que corresponde a uma distância de 59,6 anos-luz (18,28 parsecs). Possui um alto movimento próprio pelo céu de quase 1100 segundos de arco por ano.
Esta é uma estrela de classe G da sequência principal um pouco maior e mais brilhante que o Sol. Em 2002, foi descoberto pelo método da velocidade radial um planeta extrassolar massivo orbitando a estrela com um período de 2000 dias. Em 2018, foi descoberto pelo método de trânsito um segundo planeta no sistema, uma super-Terra em uma órbita curta de 6,27 dias. Essa foi a primeira descoberta da sonda TESS. Pi Mensae é a segunda estrela mais brilhante com um planeta em trânsito conhecido.

## Características
Pi Mensae é uma estrela de classe G da sequência principal com um tipo espectral de G0V, muito semelhante com o Sol porém um pouco maior e mais brilhante. Tem uma massa 9% superior à massa solar e um raio 10% maior que o do Sol. Está irradiando energia de sua fotosfera com uma luminosidade 44% superior à solar, a uma temperatura efetiva de cerca de 6 000 K. Com uma idade estimada de 2,8 bilhões de anos, é uma estrela cromosfericamente inativa com uma metalicidade superior à solar (123% da proporção de ferro do Sol).

## Sistema planetário
Em 2002 foi publicada a descoberta de um planeta extrassolar massivo orbitando Pi Mensae, detectado pelo método da velocidade radial como parte do Anglo-Australian Planet Search. A descoberta baseou-se em 28 dados da velocidade radial da estrela obtidos entre novembro de 1998 e abril de 2002 pelo espectrógrafo UCLES, no Observatório Anglo-Australiano, que revelaram variações periódicas causadas pela órbita do planeta. A estrela continuou sendo monitorada pelo UCLES, e em 2003 começou a ser observada também pelo espectrógrafo HARPS, acumulando 222 dados até março de 2016. A órbita do planeta é altamente excêntrica e tem um período de 2093 dias e um semieixo maior de 3,1 UA. Com uma massa mínima de 10,0 vezes a massa de Júpiter, esse objeto possui uma massa próxima do limite para planetas e pode ser uma anã marrom. Enquanto os dados astrométricos da sonda Hipparcos impõem um limite máximo de 29,9 MJ para sua massa, espera-se que a sonda Gaia detecte com facilidade o sinal astrométrico do planeta.
Em abril de 2018, foi lançada a sonda TESS, da NASA, sucessora da Kepler para descobrir exoplanetas pelo método de trânsito. Pi Mensae está dentro de 6 dos 24 setores de observação da missão, o que significa que será observada por 6 meses no total. Com base em dados do primeiro setor de observação, obtidos entre 25 de julho e 22 de agosto de 2018, foi anunciada em setembro de 2018 a descoberta de um planeta transitando Pi Mensae, o primeiro exoplaneta descoberto pela sonda TESS. Esse planeta é uma super-Terra com 2,14 ± 0,04 vezes o raio da Terra, e orbita a estrela em uma órbita curta com período de 6,27 dias. A existência do planeta foi confirmada pelo método da velocidade radial a partir dos dados históricos dos espectrógrafos UCLES e HARPS, o que permitiu a determinação de uma massa de 4,82 ± 0,85 vezes a massa da Terra e de uma densidade de 2,97 ± 0,56 g/cm3. Esse valor sugere que o planeta tem um núcleo rochoso cercado por um envelope substancial de materiais leves como água.
| Planeta | Massa              | Raio            | Semieixo maior (UA) | Período orbital (dias) | Excentricidade  | Inclinação   |
| ------- | ------------------ | --------------- | ------------------- | ---------------------- | --------------- | ------------ |
| c       | 4,82+0,84 −0,86 M⊕ | 2,14 ± 0,044 R⊕ | 3,10 ± 0,02         | 6,2682 ± 0,00024       | 0               | 87,27 ± 0,07 |
| b       | >10,27 ± 0,84 MJ   | —               | 0,06839 ± 0,00050   | 2151 ± 85              | 0,6405 ± 0,0072 | —            |